# Апостольский нунций в Северной Македонии
Апостольский нунций в Северной Македонии — дипломатический представитель Святого Престола в Северной Македонии. Данный дипломатический пост занимает церковно-дипломатический представитель Ватикана в ранге посла. Апостольская нунциатура в Республике Македонии была учреждена на постоянной основе в 1995 году. Её резиденция находится в Софии — столице Болгарии.
В настоящее время Апостольским нунцием в Северной Македонии является архиепископ Лучано Суриани, назначенный Папой Франциском 20 мая 2022 года.

## История
Апостольская нунциатура в Северной Македонии была учреждена на постоянной основе в 1995 году. Однако апостольский нунций не имеет официальной резиденции в Северной Македонии, в её столице Скопье и является апостольским нунцием по совместительству, эпизодически навещая страну. Резиденцией апостольского нунция в Северной Македонии, сегодня, является София — столица Болгарии; до этого апостольским нунцием по совместительству являлся апостольский нунций в Словении с резиденцией в Любляне.
Предшественницей Апостольской нунциатуры в Македонии была Апостольская нунциатура в Югославии учреждённая в 1920 году, как Апостольская нунциатура в королевстве Сербия, и переименованная в 1922 году как Апостольская нунциатура в Королевстве Сербов, Хорватов и Словенцев. В 1929 году получила название Апостольская нунциатура в Югославии. В 1950 году понижена до ранга Апостольской делегатуры в Югославии. Однако, 22 августа 1970 года опять повышена до ранга Апостольской нунциатуры.

## Апостольские нунции в  Македонии
- Эдмон Фархат (26 июля 1995 — 11 декабря 2001) — назначен апостольским нунцием в Турции);
- Мариан Олесь (11 декабря 2001 — 1 мая 2002);
- Джузеппе Леанца (18 мая 2002 — 22 февраля 2003 — назначен апостольским нунцием в Чехии);
- Сантос Абриль-и-Кастельо (12 апреля 2003 — 9 января 2011) — назначен вице-камерленго Святой Римской Церкви);
- Януш Болонек (4 мая 2011 — апрель 2014, в отставке).
- Ансельмо Гвидо Пекорари (11 июля 2014 — 31 декабря 2021, в отставке);
- Лучано Суриани — (13 мая 2022 — по настоящее время).